# Eusphalera
Eusphalera là một chi bướm đêm thuộc họ Zygaenidae.

## Các loài
- Eusphalera bicolora Bethune-Baker, 1908
- Eusphalera casta Jordan, 1915
- Eusphalera regina (Rothschild & Jordan, 1903)
- Eusphalera satisbonensis Jordan, 1915
- Eusphalera splendens Bethune-Baker, 1908